# Єврейське кладовище (Нове Місто, Старосамбірський район)
Єврейське кладовище Нового Міста засноване, імовірно, після створення в Новому Місті самостійної єврейської громади в середині XIX ст., хоча точна дата невідома. Стан збереження кладовища дуже поганий. Кіркут розташований в західній частині села.